# Los Misterios de Moville
Los Misterios de Moville en Hispanoamérica o Cazadores de misterios en España (originalmente Moville Mysteries) fue una serie de televisión animada canadiense protagonizada por Frankie Muniz como Moville. Duró una temporada de 25 episodios del 7 de septiembre de 2002 al 14 de mayo de 2003. El programa estuvo al aire en YTV en Canadá, y en The N en Estados Unidos, y Fox Kids (Más Tarde Jetix) en América Latina. Originalmente fue una sección en Oh Yeah! Cartoons de Nickelodeon, por lo que es el único corto  adaptado en una serie que no es de Nickelodeon. En los Estados Unidos., en The N se estrenó el programa el 19 de octubre de 2002. En términos de la distribución digital, la serie completa ha sido emitida para su transmisión en la Plataforma VOD Rogers Communications Anyplace TV. En España está en Pluto TV canal planeta junior

## Personajes
- Mosley "Mo" Moville: El personaje principal de la serie, le encanta resolver los misterios más escalofriantes. Mo es el más valiente de todo el equipo.

- Mimi Valentine: Es una niña lista, que le gusta estar con Mosley y Hitch

- Tommy "Hitch" Hitchcock: Adolescente relajado que le gusta andar en patineta. Lleva gafas 3D.

- Billy "BB" Boom: Un tipo extraño, él cree en los extraterrestres, y que todo el mundo a su alrededor, tiene algo planeado o conspiran de alguna forma.

- Conserje: El portero de la escuela, una vez fue un aventurero intrépido. Un demonio malvado le poseyó un dedo del pie, por lo que se lo cortó.

- Rico: Un gran atleta, pero con un terrible aprendizaje, en el capítulo 03 un marcador de metal de media tonelada le cae encima y se convierte en un genio.

- Betty: Es la abuela de Mosley y tiene un gran carácter